# Ochthebius colveranus
Ochthebius colveranus es una especie de escarabajo del género Ochthebius, familia Hydraenidae. Fue descrita científicamente por Ferro en 1979.
Se distribuye por Alemania (Baviera, Vilshofen). Mide 1,5-2,2 milímetros de longitud.